# Équipe cycliste Development Picnic PostNL

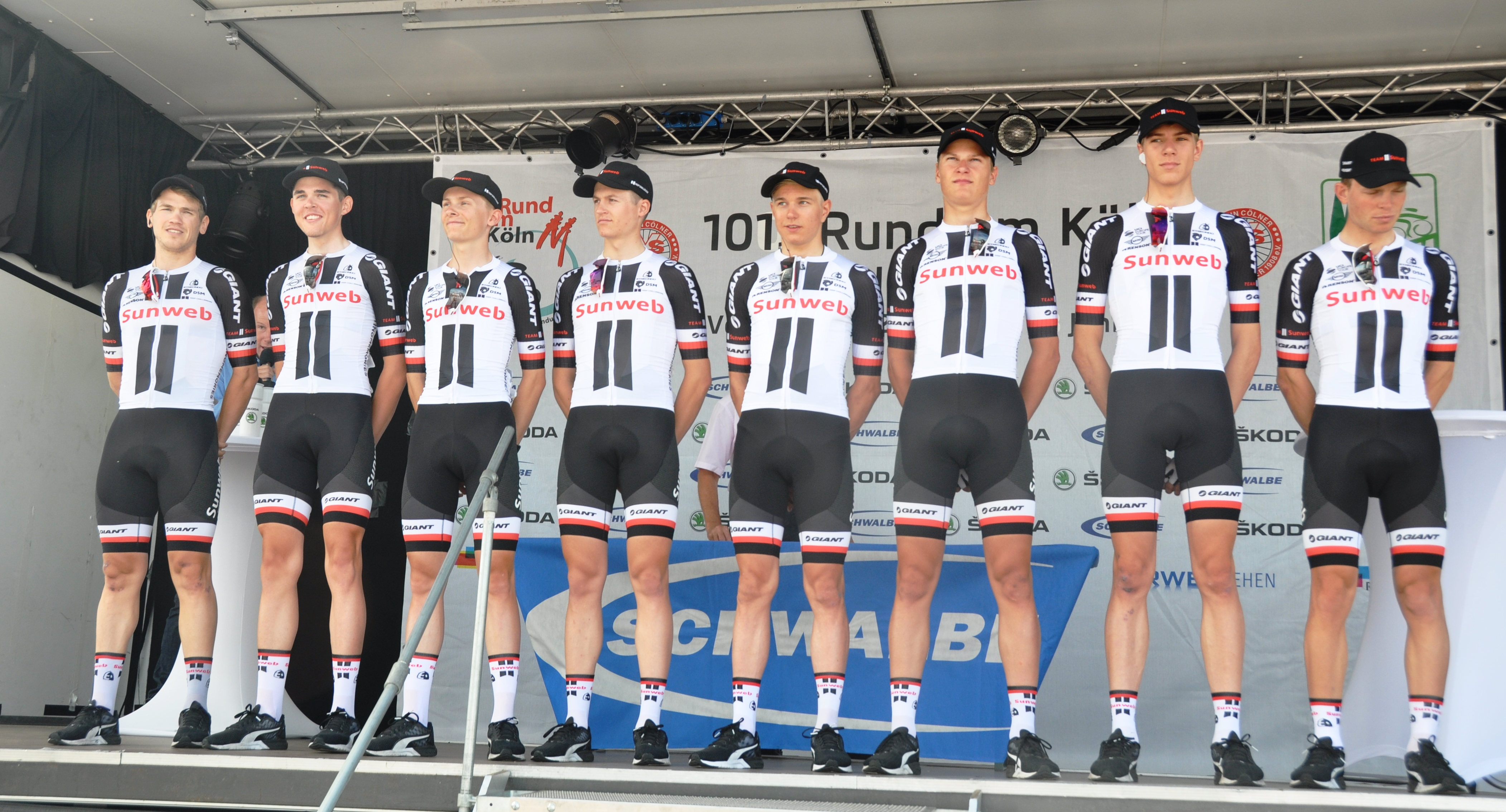
L'équipe en 2017.

L'équipe cycliste Development Picnic PostNL (officiellement Development Team Picnic PostNL) est une équipe cycliste néerlandaise, d'origine allemande. Elle a été créée en 2017 avec le statut d'équipe continentale. Elle a vocation à former de jeunes coureurs et est la réserve de la formation UCI World Tour Picnic PostNL.

## Principales victoires

### Championnats internationaux
| - Championnats du monde sur route : 1 - Course en ligne espoirs : 2018 (Marc Hirschi) - Championnats d'Europe sur route : 1 - Course en ligne espoirs : 2018 (Marc Hirschi) | - Championnats du monde de cyclo-cross : 1 - Espoirs : 2017 (Joris Nieuwenhuis) |

### Courses d'un jour
- Tour de Düren : 2017 (Leon Rohde)
- Paris-Roubaix espoirs : 2017 (Nils Eekhoff)
- Youngster Coast Challenge : 2019 (Niklas Märkl)
- Tour d'Overijssel : 2019 (Nils Eekhoff)
- Ronde van de Achterhoek : 2021 (Casper van Uden)
- Liège-Bastogne-Liège espoirs : 2021 (Leo Hayter)
- Dorpenomloop Rucphen : 2024 (Johan Dorussen)

### Courses par étapes
- Istrian Spring Trophy : 2019 (Felix Gall)

### Championnats nationaux
- Championnats d'Allemagne sur route : 3
  - Course en ligne espoirs : 2017, 2018 (Max Kanter) et 2019 (Leon Heinschke)
- Championnats de Grande-Bretagne sur route : 1
  - Contre-la-montre espoirs : 2021 (Leo Hayter)
- Championnats des Pays-Bas sur route : 1
  - Contre-la-montre espoirs : 2023 (Enzo Leijnse)

## Classements UCI
L'équipe participe aux circuits continentaux et principalement à des épreuves de l'UCI Europe Tour. Le tableau ci-dessous présente les classements de l'équipe sur le circuit européen, ainsi que son meilleur coureur au classement individuel.
UCI Europe Tour
| UCI Europe Tour | UCI Europe Tour        | UCI Europe Tour                           | UCI Europe Tour |
| Année           | Classement par équipes | Meilleur coureur au classement individuel |                 |
| --------------- | ---------------------- | ----------------------------------------- | --------------- |
| 2017            | 105e                   | Nils Eekhoff (621e)                       |                 |
| 2018            | 27e                    | Marc Hirschi (52e)                        |                 |
| 2019            | 55e                    | Nils Eekhoff (283e)                       |                 |
| 2021            | 35e                    | Casper van Uden (334e)                    |                 |
| 2022            | 30e                    | Oscar Onley (354e)                        |                 |
| 2023            | 67e                    | -                                         |                 |
|                 |                        |                                           |                 |
| Source : UCI    |                        |                                           |                 |

L'équipe est également classée au Classement mondial UCI qui prend en compte toutes les épreuves UCI et concerne toutes les équipes UCI.
| Classement mondial | Classement mondial     | Classement mondial                        | Classement mondial |
| Année              | Classement par équipes | Meilleur coureur au classement individuel |                    |
| ------------------ | ---------------------- | ----------------------------------------- | ------------------ |
| 2017               | -                      | Max Kanter (916e)                         |                    |
| 2018               | -                      | Marc Hirschi (110e)                       |                    |
| 2019               | 94e                    | Nils Eekhoff (350e)                       |                    |
| 2021               | 59e                    | Casper van Uden (406e)                    |                    |
| 2022               | 55e                    | Oscar Onley (446e)                        |                    |
| 2023               | 124e                   | Frank van den Broek (610e)                |                    |
| 2024               | 136e                   | Vlad Van Mechelen (1017e)                 |                    |
|                    |                        |                                           |                    |
| Source : UCI       |                        |                                           |                    |

## Development Team Picnic PostNL en 2025
Effectif
| Effectif 2025            | Effectif 2025     | Effectif 2025       | Effectif 2025                              |
| Cycliste                 | Date de naissance | Pays                | Équipe précédente                          |
| ------------------------ | ----------------- | ------------------- | ------------------------------------------ |
| Vincent Bodet            | 11 juin 2005      | France              |                                            |
| Jacob Bush               | 2 juin 2005       | Royaume-Uni         |                                            |
| Johan Dorussen           | 9 août 2003       | Pays-Bas            | Dutch Food Valley Cycling Team (2023)      |
| Ryan Gal                 | 7 mars 2005       | Pays-Bas            |                                            |
| Anton Louw Larsen        | 24 juin 2006      | Royaume du Danemark | Team Uno-X-Carl Ras Roskilde Junior (2024) |
| Ko Molenaar              | 1 septembre 2006  | Pays-Bas            |                                            |
| Oliver Peace             | 2 avril 2005      | Royaume-Uni         | Tofauti Everyone Active (2023)             |
| Xander Scheldeman        | 24 mai 2006       | Belgique            |                                            |
| Angus Stoneham           | 23 février 2005   | Royaume-Uni         |                                            |
| Pavel Šumpík             | 11 septembre 2006 | Tchéquie            |                                            |
| Thom van der Werff       | 14 janvier 2005   | Pays-Bas            |                                            |
| Christiaan van Rees      | 28 avril 2005     | Pays-Bas            |                                            |
| Matteo Vanhuffel         | 27 août 2006      | Belgique            |                                            |
| Mees Vlot                | 9 avril 2005      | Pays-Bas            |                                            |
| Jurgen Zomermaand        | 13 février 2006   | Pays-Bas            |                                            |
|                          |                   |                     |                                            |
| Source : ProCyclingStats |                   |                     |                                            |

Victoires
| Victoires | Victoires | Victoires | Victoires | Victoires | Victoires |
| Date      | Course    | Pays      | Classe    | Vainqueur |           |
| --------- | --------- | --------- | --------- | --------- | --------- |

## Saisons précédentes
- Development Team Sunweb en 2017
- Development Team Sunweb en 2018